# Litecoin
Litecoin (LTC ili Ł) je peer-to-peer kriptovaluta i projekt otvorenog koda pod licenciom MIT/X11. Stvaranje i transfer novčića zasnovan je na kriptografskome protokolu otvorenog koda i ni jedna središnja vlast ne upravlja njime. Novčić je nadahnut i po tehničkim pojedinostima identičan bitcoinu (BTC). Zasnovan je na skripti.

## Povijest
Litecoin je objavio bivši Googleov zaposlenik Charlie Lee preko klijenta otvorenog koda na GitHubu 7. listopada 2011. godine. Litecoinova mreža išla je uživo 13. listopada 2011. godine. U svibnju 2017. godine, SegWit podrška je aktivirana u softveru Litecoin. U rujnu 2017. provedene su prve atomske transakcije. Za 4 dana proizvedene su transakcije između Litecoin i Decred, Litecoin i Vertcoin, Litecoin i Bitcoin. U ožujku 2021. kapitalizacija Litecoin iznosila je 13,3 milijarde dolara.

## Vanjske poveznice
- (eng.) Kodni repozitorij na GitHubu